# El diable a les quatre
El diable a les quatre (títol original en anglès: The Devil at 4 O'Clock) és una pel·lícula estatunidenca dirigida per Mervyn LeRoy, estrenada el 1961. Ha estat doblada al català.

## Argument[2]
A l'illa volcànica polinèsica francesa (fictícia) de Talua, el pare Matthew Doonan ha caigut en desgràcia amb el governador i els habitants, per haver afavorit la construcció d'un hospital de nens, al peu del volcà, per tal de cuidar la lepra (assumpte prohibit) de la qual són atesos. Ha de cedir aviat el lloc al seu successor, el pare Joseph Perreau. Però quan el volcà es desperta i l'evacuació de l'illa comença, el pare Doonan torna una última vegada a la leproseria, per tal d'intentar salvar els nens i el personal de l'hospital. No volent ningú acompanyar-lo, aconsegueix tanmateix acomiadar tres presidiaris fugitius (amb l'esperança per a ells d'una rebaixa de pena), Harry, Charlie i Marcel. Tallada l'única carretera d'accés, l'únic mitjà per a ells de tornar és un paracaigudes...

## Repartiment
- Spencer Tracy: El pare Matthew Doonan
- Frank Sinatra: Harry
- Kerwin Mathews: El pare Joseph Perreau
- Jean-Pierre Aumont: Jacques
- Grégoire Aslan: Marcel
- Alexander Scourby: El governador
- Barbara Luna: Camille
- Cathy Lewis: La infermera en cap
- Bernie Hamilton: Charlie
- Martin Brandt: El Doctor Wexler
- Lou Merrill: Aristide Giraud
- Marcel Dalio: Gaston
- Tom Middleton: Paul, el copilot
- Ann Duggan: Clarisse
- Louis Mercier: El caporal
- Michèle Montau: Margot
- Eugene Borden: un ciutadà

## Crítica
"Atractiu film, un dels precursors del cinema catastrofista. Un volcà amenaça un hospital infantil. Tracy està molt bé, com sempre. Molt entretinguda